# Synagoga w Wiliampolu
Synagoga w Wiliampolu (lit. Vilijampolėje sinagoga) – bóżnica znajdująca się w Wiliampolu w Kownie przy ul. Daukšos 27. 
Została zbudowana w II połowie XVIII wieku w stylu baroku, była pierwszą w Kownie murowaną bóżnicą, jednopiętrową o ostrołukowych oknach zajmujących prawie całą elewację. Została zbudowana z inicjatywy rabina Izaaka ben Mojsze i Abrahama Sołowiejczyka. Pod koniec XIX w. spłonął dach synagogi, na jego odbudowę nie pozwolił  rząd carski, co ograniczyło prawa Żydów i ich działalność gospodarczą w Kownie i na przedmieściach. Ostatecznie w latach 30. XX wieku postanowiono wyburzyć budynek, który od dawna nie był używany.